# مبادله کل بازده
مبادله پایاپای به اینجا تغییر مسیر می‌شود؛ برای مبادله کالا با کالا، دادوستد پایاپای را ببینید.
مبادله کل بازده با نام‌های دیگر مبادله بانکی پایاپای یا سوآپ پایاپای یا معاوضه پایاپای یا تاخت پایاپای که در انگلیسی، Total return swap، یا TRS ,total rate of return swap، یا TRORS یا Cash Settled Equity Swap نامیده می‌شود؛ یک قرارداد مالی است که هر دو نوع ریسک اعتباری و ریسک بازارِ یک دارایی پایه (دارایی اساسی) را منتقل می‌کند. این قرارداد یک توافق سوآپ است که در آن یک طرف پرداخت بر پایهٔ یک نرخ تعیین شده (ثابت یا متغیر) را انجام می‌دهد؛ در حالی که طرف دیگر پرداخت بر اساس بازده و بازگشت یک دارایی پایه (اساسی) را انجام می‌دهد که هم شامل درآمدی که دارایی ایجاد می‌کند، می‌شود و هم سرمایه‌ای که به دست می‌آورد.
این قرارداد به یک طرف (مثلاً بانک ب) اجازه می‌دهد که از مالکیت یک دارایی منفعت اقتصادی به دست آورد بدون آن که آن دارایی را در ترازنامه قرار دهد و از سوی دیگر به طرف دیگر، (مثلاً بانک الف)، که دارایی را در ترازنامه خود دارد؛ اجازه می‌دهد که محافظت (پوشش بیمه ای) در برابر زیان در ارزش آن بخرد.
این قرارداد را می توان از مشتقات اعتباری تلقی نمود.

## نیز نگاه کنید به
- توافقنامه بازخرید
- بازار مشتقات